# Ischnoptera borellii
Ischnoptera borellii är en kackerlacksart som först beskrevs av Giglio-Tos 1897.  Ischnoptera borellii ingår i släktet Ischnoptera och familjen småkackerlackor. Inga underarter finns listade i Catalogue of Life.